# 狮心足球俱乐部
狮心足球俱乐部（Heart of Lions Football Club） 是加纳的职业足球俱乐部，位于加纳克潘杜。俱乐部拥有「巨人杀手」的称号。

## 球队荣誉
- 加纳四强杯: 1次

2005年